# Mordellistena splendens
Mordellistena splendens är en skalbaggsart som beskrevs av Smith 1882. Mordellistena splendens ingår i släktet Mordellistena och familjen tornbaggar. Inga underarter finns listade i Catalogue of Life.